# Джозеф Гов
Джо́зеф Гов (13 грудня 1804, Галіфакс — 1 червня 1873, Галіфакс) — канадський політик, пов'язаний з Новою Шотландією. Гов був однією з найвидатніших фігур у канадській політиці в доконфедераційний період та на початку існування Канадської Конфедерації.
Після закінчення початкової школи він не продовжив навчання, а у віці 13 років пішов працювати помічником друкаря в друкарні свого батька. У 1828 році він одружився з Катаріною Енн Макнаб і того ж року став фінансово незалежним, придбавши невелику місцеве видання «Нова Шотландія». За короткий час він вивів газету на рівень найвпливовішого видання в колонії. Гов був не лише видавцем, а й головним редактором. Він також багато писав. Його пристрасні політичні твори, викладені яскравою мовою, безкомпромісні нападки на колоніальну владу, викриття некомпетентності можновладців, а також гучні корупційні скандали, увійшли в історію. Окрім політичних та соціальних питань, журнал публікував сучасну місцеву та зарубіжну літературу. Гов також опублікував щоденники своїх численних подорожей.
Журналістська робота Гова привела його до зали суду. Звинувачений у наклепі на відомому та широко розрекламованому судовому процесі, в якому Гов виступав у ролі самозахисника, його визнали винним. Однак це не завадило йому продовжувати свою діяльність. Його досвід публіциста та судового оратора привів його до світу політики. У 1836 році його вперше обрали до колоніального законодавчого органу. У законодавчих органах та у своїх газетах («Morning Chronicle» поступалася лише «Novoscotian») він агітував за створення представницької системи правління. У 1840 році Гов уперше був призначений до уряду, але в 1842 році він пішов у відставку, розчарований відсутністю впливу на хід подій. Його подальша політична боротьба сприяла перемозі лібералів на виборах 1847 року, у яких вони отримали сім місць у законодавчих зборах. Результатом тиску громадськості на колоніальну владу стало створення першого представницького уряду в британських північноамериканських колоніях. Близький соратник Гова, Вільям Джонстон, став прем'єр-міністром, а сам Гов грав другорядну роль, зосередившись на зусиллях щодо консолідації нової системи управління та агітуючи за розвиток залізниць у колонії. У 1855 році Гов тимчасово відійшов від політики, щоб зайнятися незвичним для своєї кар'єри завданням — вербуванням військових частин для Кримської війни. Відразу після цього конфлікт між католицькою та протестантською фракціями Ліберальної партії призвів до значного ослаблення партії. Лише у 1860 році партія повернулася до влади. Спочатку Гов став міністром без портфеля в кабінеті Вільяма Янґа, а коли Янґ пішов працювати в судову систему, Гов став лідером партії та прем'єром. У 1862 році він пішов у відставку з посади прем'єра та очолив важливе Міністерство рибальства.
Гов не відвідував ні конференцій щодо конфедерації в Шарлоттауні, ні у Квебеку. Однак він чудово передбачав результати обох і був їхнім категоричним опонентом. У серії з 12 статей видання «Botheration Letters» він піддав їх нищівній критиці. Здавалося, що громадськість Нової Шотландії поділяла його погляди. Однак, через закулісні політичні маневри та сильну підтримку влади в Лондоні, найбільший політичний опонент Гов, Чарльз Таппер, форсував питання про приєднання Нової Шотландії до Конфедерації. Зіткнувшись із таким поворотом подій, Гов, чиї приватні зусилля в Лондоні також зазнали невдачі, заснував нову партію під назвою Антиконфедеративна партія Нової Шотландії, головною метою якої був захист інтересів провінції. Перші федеральні вибори в Новій Шотландії завершилися блискучою перемогою антиконфедератів. З 19 місць, виділених провінції у федеральному парламенті, 18 дісталися партії Гова. З таким солідним представництвом в Оттаві виникли побоювання щодо сильної парламентської групи обструкції. У своїй відомій першій промові Гов розвіяв ці побоювання. Антиконфедерати мали намір вести свою боротьбу цілком законним та справедливим чином. Однак, протягом року після утворення Конфедерації, Гов зрозумів, що зміни були незворотними, і тактику довелося змінити. З цього моменту він почав співпрацювати з федеральним урядом і намагався захищати інтереси своєї провінції, долучаючись до урядової роботи. Під час своєї роботи в уряді він брав участь у створенні провінції Манітоба. У 1873 році, за кілька місяців до смерті, він пішов у відставку з уряду та прийняв посаду віцегубернатора Нової Шотландії.

## Виноски
1. 1 2  Encyclopædia Britannica
2. 1 2  SNAC — 2010.
3. ↑  Geni.com — 2006.